# Alfred Touchemolin

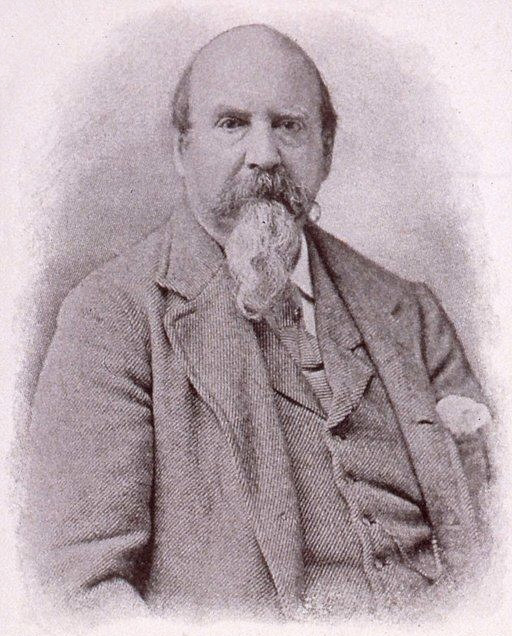
Alfred Touchemolin, 1906.

Charles Alfred Touchemolin, född den 9 november 1829 i Strassburg, död den 4 januari 1907 i Brighton, var en fransk målare.
Touchemoulin studerade i sin födelsestad och i Paris samt var från 1870 (efter fransk-tyska kriget, då Elsass blev tyskt) bosatt i Frankrike. Han målade En stad belägras under medeltiden (1863, Strassburgs museum), Slagen vid Solferino (1864) och Magenta (1866) samt skildrade i målningar och teckningar sin hemprovins, dess historiska minnen, folktyper, dräkter och dylikt, utgav teckningar av Strassburgs ruiner efter belägringen 1870 samt Strassburg militaire 1894. Han var även verksam som porträttmålare.